# Glicosúria
Glicosúria (do grego glykos, açúcar e -uria, urina) é a presença de glicose(um tipo de açúcar) na urina. É uma condição comum aos pacientes que apresentam diabetes mellitus não-controlada. É igualmente comum em grávidas, pela diminuição do limiar de excreção, podendo ser neste caso  um processo fisiológico. A glicosúria pode ser devida à saturação da capacidade reabsortiva de glicose pelos túbulos proximais renais em situação de hiperglicemia (aumento na concentração da glicose no sangue) ou secundária a danos nos referidos túbulos (glicosúria de origem renal).
É muito importante para o diabético monitorar seus níveis de glicose no sangue. O exame de glicosúria é uma forma indireta de estimar um aumento de glicemia (glicose no sangue). Esta prática é mais adotada em decorrência de seu baixo custo, por ser menos invasiva e dolorosa se comparada à medição direta da glicemia que requer a perfuração, geralmente do dedo, para a obtenção do sangue a ser testado. Pode ser usado também quando não se tem acesso às formas mais eficazes de diagnóstico de elevação da glicemia. Fazer o automonitoramento reduz entre 25 e 40% o número de internações por complicações por diabetes.

## Causas

Problemas na produção de insulina aumentam o nível da glicose.

Nas pessoas saudáveis os rins funcionam como um filtro do sangue, retirando as substâncias desnecessárias ao organismo, eliminando-as pela urina e reaproveitando as necessárias, como a glicose, que continuam no sangue. A glicosúria aparece em pessoas com problemas renais (glicosúria renal) ou excesso de açúcar (indicando diabetes).
Em situações normais, o organismo elimina a glicose pela urina quando a concentração no sangue é elevada. Na glicosúria renal, a concentração de glicose no sangue é normal ou baixa, mas é excretada pelos rins, devido ao mau funcionamento destes. Nesta situação a pessoa não tem sintomas e não necessita de tratamento. Deve ser vigiada porque pode vir a desenvolver diabetes. Esse transtorno tem importantes fatores hereditários.
Nos diabéticos com hiperglicemia (excesso de glicose no sangue), os rins não conseguem filtrar toda a glicose porque ultrapassa os limites de absorção destes e esse excesso é eliminado na urina. 
Na gravidez pode ocorrer glicosúria devido ao stress ou pelo sangue passar mais rápido pelos rins, geralmente desaparece após o parto.

## Exame
O teste da glicosúria pode ser feito num laboratório ou em casa. Se for realizado no laboratório, basta levar a urina num frasco que lhe é fornecido quando vai marcar a análise. Se for em casa, necessita de tiras próprias que se compram na farmácia. O frasco onde vêm as tiras tem uma escala com cores e valores para vários parâmetros que de avaliar na urina

### Considerações importantes

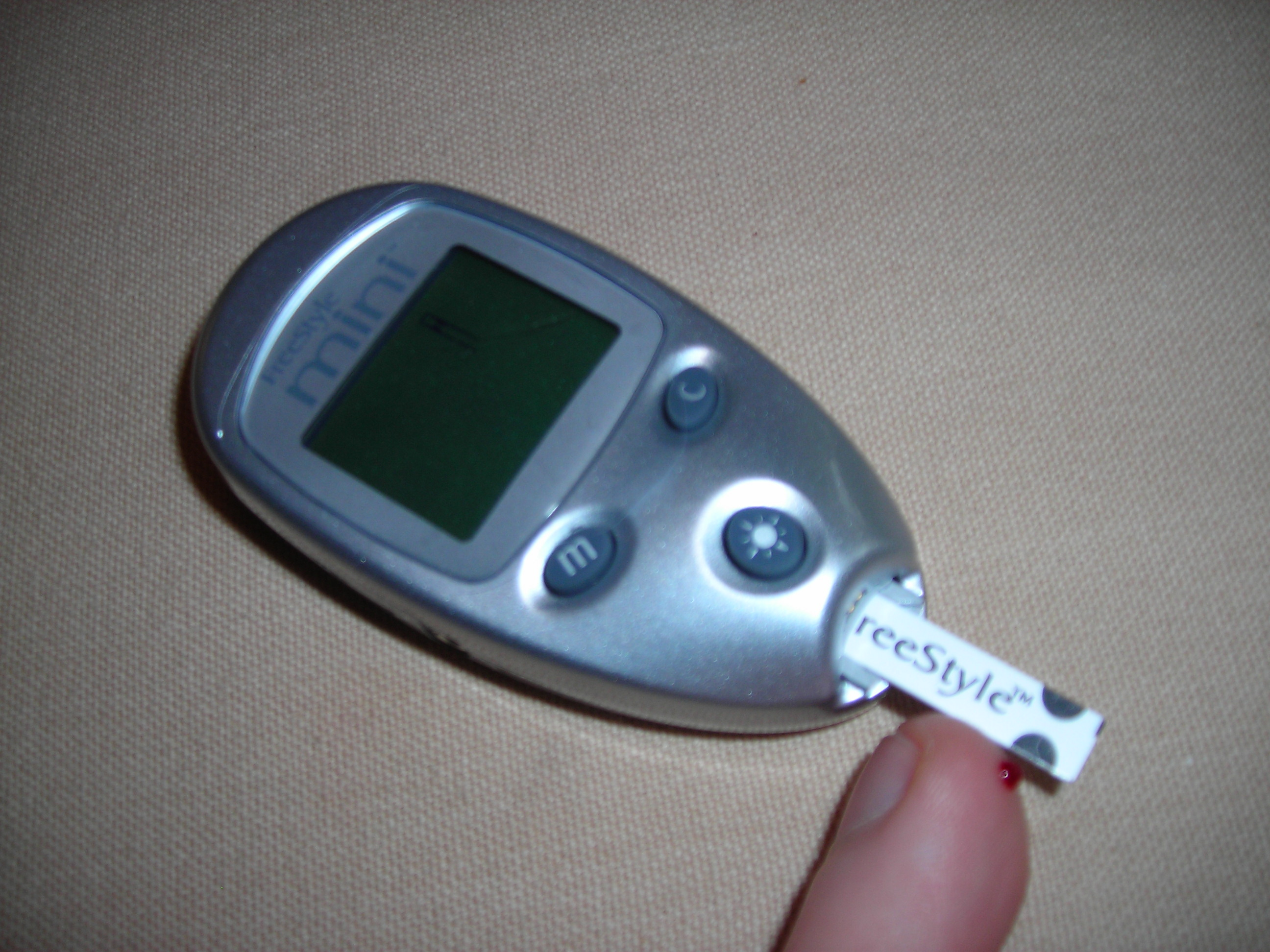
O exame de glicosúria está sendo substituído por outros exames mais precisos e que podem ser feitos mais rápido como o glicosímetro.

Quando se utiliza o exame de glicosúria para estimar a glicemia é importante lembrar que DIB, Sergio Atala.:
- A capacidade máxima de reabsorção tubular renal de glicose (Tm de glicose) corresponde a uma concentração plasmática de glicose de aproximadamente 10mM ou 180 mg/dl. Portanto, em glicemias em torno de 180 mg/dl a glicosúria vai dar negativo.
- Crianças podem ter um Tm de glicose muito baixo ou variável, resultando em glicosúria com euglicemia;
- A ingestão de líquidos e a concentração urinária podem alterar os testes;
- Uma glicosúria negativa não é capaz de fazer distinção entre hipoglicemia, euglicemia ou mesmo uma hiperglicemia leve ou moderada;
- O exame domiciliar de tiras reagentes que mudam de cor é difícil para indivíduos daltônicos ou problema semelhante.
- Alguns medicamentos (como vitamina C e aspirina) podem falsear as determinações da glicosúria.

Além do exame de glicosúria, outras opções mais eficazes para fazer o automonitoramento do tratamento da hiperglicemia dos pacientes diabéticos são a glicemia capilar e a glicohemoglobina. Existem aparelhos comercializados em farmácias para fazer esses exames.